# DeviousMUD
DeviousMUD (afkorting voor Devious Multi-user dungeon) was een computerspel gecreëerd in 1998 door Andrew Gower. Het was een voorloper van het online spel RuneScape. 
DeviousMUD werd gecreëerd en geschreven in 1998 door Andrew Gower. Het spel had in verhouding met andere spellen eenvoudige graphics, mede omdat het spel eerst tekst-gebaseerd zou worden. Alleen Andrew heeft deze versie gespeeld.
Een nieuwe versie van DeviousMUD werd gecreëerd en uitgegeven in 1999. Ondanks dat een compleet herschreven versie was, behield het dezelfde naam en bleef het spel nagenoeg hetzelfde als de originele versie. Deze versie werd als een beta uitgegeven voor het publiek voor één week. Vanwege de beperkte beschikbaarheid bestaan er maar een paar screenshots van. Deze versie kon worden gedownload en gespeeld in een zo geheten cliënt. In oktober 1999 begon Gower het spel opnieuw te herschrijven, deze keer met zijn broers Paul en Ian. Een aantal veranderingen werden doorgevoerd en de naam werd veranderd in RuneScape (later: Runescape Classic). De kaart van RuneScape Classic lijkt sterk op die in het latere spel nog steeds wordt gebruikt en ook de meeste plaatsen bestaan nog steeds.
Het hele spel werd geschreven in Java waardoor spelers in de laatste versie niks hoefden te downloaden en het spel in hun browser konden spelen. Spelers konden samen de wereld verkennen en zich door het spel voortbewegen. Voor die tijd was er niet veel lag: het spel had een bandbreedte van 0,3 kbit/sec. De server van DeviousMUD kon meer spelers aan dan dat Runescape dat later kon. 2.500 mensen konden op deze server spelen, hoewel er gemiddeld maar 97 speelden. Spelers konden in het spel al aardig wat dingen die ook gedaan kunnen worden in het latere RuneScape, zoals vaardigheden trainen, vechten (tegen monsters of tegen elkaar) en met elkaar attributen ruilen. 
Aanvankelijk konden spelers in DeviousMUD geen levels hoger komen bij het trainen van skills, maar dit werd later aangepast. Het maximale combat level (dit is het level dat verkregen wordt door tegen monsters te vechten) was 52. Spelers konden ook een hond achter zich aan laten lopen en deze laten vechten omdat hij zwak was en snel stierf. Spelers konden verkennen met de optie examine, attributen oprapen of neergooien, attributen gebruiken met de optie use, ruilen met andere spelers, elkaar aanvallen en praten tegen mensen uit het spel. Het spel had ongeveer 10 objecten en 2 winkels. De opdracht sheep shearer (schaapscheerder) is nooit voltooid (later wel in RuneScape Classic). DeviousMUD had een aanpasbaar scherm, iets wat bij RuneScape jaren later is ingevoerd.